# Aeropuerto de Friday Harbor
El Aeropuerto de Friday Harbor (del inglés: Friday Harbor Airport) (IATA: FRD, OACI: KFHR, FAA LID: FHR) es un aeropuerto público localizado al sureste de Friday Harbor en la Isla San Juan, Washington, Estados Unidos. Este aeropuerto es de propiedad de Port of Friday Harbor.
Friday Harbor es el aeropuerto predeterminado en el juego Microsoft Flight Simulator X

## Aerolíneas y destinos

### Pasajeros
| Kenmore Air       | Isla Orcas, Seattle-Boeing Field, Victoria      |
| San Juan Airlines | Anacortes, Bellingham, Isla López, Roche Harbor |

### Carga
| FedEx Feeder | Seattle-Tacoma |